# Koljenasto vratilo
Koljenasto vratilo ili radilica je vratilo u stapnim i klipnim strojevima (motor s unutarnjim izgaranjem); dio je njihova mehanizma kojim se pravocrtno gibanje stapova ili klipova (translacija) pretvara u kružno gibanje (vrtnja ili rotacija). Podijeljeno je u više segmenata, od kojih jedni leže u osi vrtnje vratila (rukavci ležajeva), a drugi ekscentrično u odnosu na nju (rukavci koljena). Stapovi ili klipovi povezani su preko ojnice ili klipnjače za rukavce koljena, pa se njihovim pomicanjem vratilo zakreće. Koljenasto vratilo izrađuje se od čelika kovanjem, vrlo rijetko lijevanjem, a gdjekad i od sivoga lijeva. Izrađuje se iz jednoga dijela ili se sastavlja spajanjem pojedinih rukavaca. Osim pogonske osovine vozila ili stroja, koljenasto vratilo u benzinskim i Dieselovim motorima pogoni preko zupčanika, lančanika ili klinastoga remena i pomoćne uređaje motora, kao što su bregasto vratilo, razvodnik paljenja, crpka ulja za podmazivanje, crpka vode za hlađenje, ventilator, generator (dinamo) ili alternator.
Iz 3. i 4. stoljeća potiču, doduše sporni, tragovi o korištenju pila pokretanih vodenim kolom (primjerice Ausonije, 4. stoljeće), što bi podrazumijevalo uporabu radilice (mehanizam s koljenastim vratilom i ojnicom) za pretvaranje kružnoga gibanja u pravocrtno. S druge strane neki povjesničari smatraju da je tvrdnja da se utjecaj vodenice u punoj mjeri osjeća tek u srednjem vijeku kriva, a nastala je stoga što rimski povjesničari vodenice rijetko spominju. No noviji arheološki nalazi pokazuju da su one bile uobičajeni dio opreme vila, tvrđava i gradova širom carstva.